# Beast Within
«Beast Within» — другий студійний альбом фінського симфо-готик-метал-гурту Katra. Реліз відбувся 29 серпня 2008.

## Список композицій
1. "Grail of Sahara" – 3:27
2. "Forgotten Bride" – 4:22
3. "Beast Within" – 3:57
4. "Fade to Gray" – 4:49
5. "Swear" – 3:45
6. "Promise Me Everything" – 4:22
7. "Mystery" – 3:08
8. "Flow" – 4:05
9. "Scars in My Heart" – 3:50
10. "Storm Rider" – 4:22
11. "Mist of Dawn" – 4:26
12. "Kuunpoika" – 4:27

## Учасники запису
- Катра Солопуро — вокал
- Крістіан Кангасніємі — гітари
- Теему Метес'ярві — гітари
- Йоханес Толонен — бас-гітара
- Матті Ауеркалліо — ударні